# Нурлат
Нурла́т (тат.  Норлат), ранее Нурлат-Октябрьский — город (с 1961) в Республике Татарстан Российской Федерации, административный центр Нурлатского района. Образует городское поселение город Нурлат.

## Этимология
Известен с XVII века как татарская деревня Нурлаты; в XVIII веке — деревни Верхний Нурлат (Абдулкино Нурлат) и Нижний Нурлат (Нурлат) Самарского уезда Симбирской губернии, с 1851 года — Самарской губернии, с 1920 года — в ТАССР.
Название от антропонима, где Нур — «луч, сияние», а НуруАлла — «свет Аллаха». Иногда происхождение топонима трактуют из Нурлы — «лучезарный, сияющий» и Ат — «лошадь, конь», что в дословном переводе с татарского «сияющая лошадь». С 1961 года — город Нурлат.

## География
Расположен на юге республики недалеко от реки Кондурча (приток р. Сок), в 224 километрах от столицы республики — Казани, в 180 от Самары, в 120 от Димитровграда.
Через город проходит крупная железнодорожная линия Куйбышевской ж. д..
В состав города входят бывшие деревни: Верхний Нурлат, Нижний Нурлат.
Из-за своего географического положения (город расположен на примерно  одинаковом расстоянии от трёх крупных городов)трудовая и экономическая миграция одинаково активна как в столицу региона, так и в Самару и Ульяновск.
| С-З | Чебоксары ~ 395 км Нижний Новгород ~ 636 км               | Казань ~ 237 км Чистополь ~ 123 км | Нижнекамск ~ 188 км Набережные Челны ~ 222 км       | С-В |
| З   | Ульяновск ~ 222 км Димитровград ~ 137 км Москва ~ 1055 км | Роза ветров                        | Уфа ~ 426 км Бугульма ~ 200 км Альметьевск ~ 135 км | В   |
| Ю-З | Сызрань ~ 309 км Тамбов ~ 804 км                          | Самара ~ 182 км Тольятти ~ 219 км  | Оренбург ~ 559 км Магнитогорск ~ 757 км             | Ю-В |

### Климат
- Среднегодовая температура воздуха — 4,7 °C
- Относительная влажность воздуха — 68,3 %
- Средняя скорость ветра — 3,9 м/с

| Показатель                            | Янв.  | Фев.  | Март | Апр. | Май  | Июнь | Июль | Авг. | Сен. | Окт. | Нояб. | Дек. | Год |
| ------------------------------------- | ----- | ----- | ---- | ---- | ---- | ---- | ---- | ---- | ---- | ---- | ----- | ---- | --- |
| Средняя температура, °C               | −10,6 | −10,6 | −5,5 | 5,3  | 14,3 | 19,2 | 20,9 | 18,5 | 12,9 | 5,0  | −4,1  | −9,8 | 4,7 |
| Источник: NASA. База данных RETScreen |       |       |      |      |      |      |      |      |      |      |       |      |     |

## История
Основан в 1905 году рядом с деревнями Верхний Нурлат и Нижний Нурлат, как станция «Нурлат» на железнодорожной ветке Симбирск — Уфа, в связи со строительством Волго-Бугульминской железной дороги. Официально появился на картах Российской империи в 1911 году.
В 1905 году сюда, на место будущего райцентра, приехали две семьи железнодорожников, которые и стали прокладывать местный кусок железнодорожной ветки. Строительство началось с небольшой будки у семафора. Туда выгружали шпалы и рельсы.

«В настоящее время производится постройка нового рельсового пути, который будет служить продолжением Волго-Бугульминской железной дороги и соединит города Бугульму и Симбирск, проходя через северную часть Ставропольского и Самарского уездов вдоль Чистопольской границы. Новый рельсовый путь, проходя через богатые торгово-промышленные районы, где до сих пор было только конное сообщение, значительно поднимет торговлю и экономическое благосостояние населения»
— "Памятная книжка Самарской губернии", 1910 г.
В то время строили с помощью лопат и лошадей, но железная дорога была готова уже через два года. 28 августа 1911 года здесь прошёл первый поезд. Затем были построены первые дома, вагончики и здание депо.

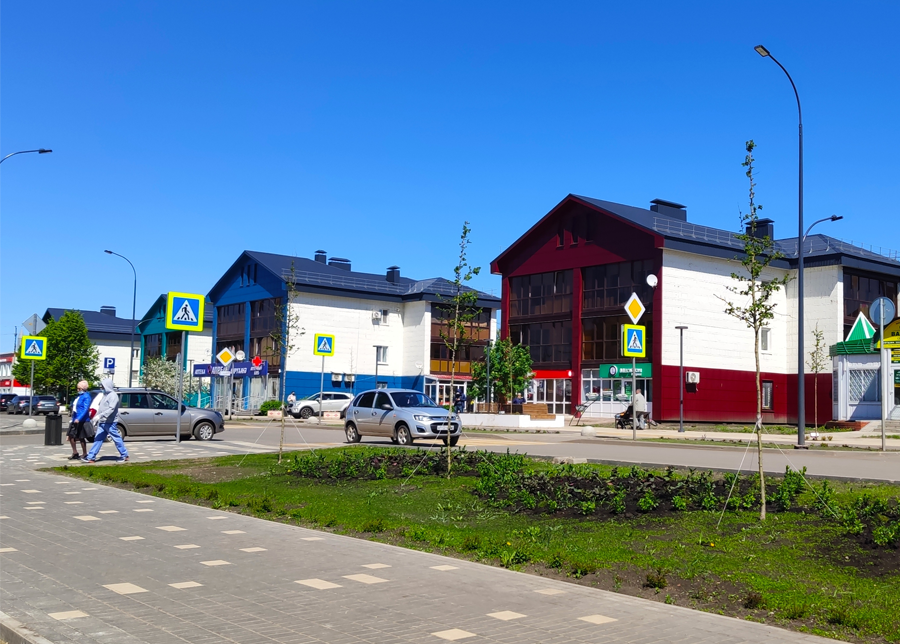
улица Карла Маркса

В годы Первой мировой и гражданской войн железная дорога пришла в запущение. Чтобы привести её в порядок потребовался не один год. Спустя несколько десятилетий железная дорога перешла на электрическую и тепловую тягу. Первый тепловоз пришёл в Нурлат в июле 1962 года.
В 1930 году Нурлат становится центром района.
В 1938 году Нурлат получил статус рабочего посёлка.
Осенью 1941 года, во время Второй мировой войны, в рабочий посёлок были переправлены специалисты и рабочие из Москвы. Завод «Мосметростроя» был перепрофилирован на выпуск военной продукции и размещён в южном здании депо станции Нурлат. Завод работал в течение 1941—1945 годов.
В 1961 году Нурлат получил статус города.
10 декабря 1997 года по решению Государственного Совета Республики Татарстан город Нурлат был отнесён к категории городов республиканского подчинения, а Октябрьский район был переименован в Нурлатский.
В 2009 году город отметил своё столетие со дня основания.

## Население
| 1939    | 1959    | 1967    | 1970    | 1979    | 1989    | 1992    | 1996    | 1998    |
| ------- | ------- | ------- | ------- | ------- | ------- | ------- | ------- | ------- |
| 4500    | ↗12 726 | ↗17 000 | ↗17 533 | ↗18 552 | ↗23 507 | ↗25 000 | ↗27 300 | ↗28 300 |
| 2000    | 2001    | 2002    | 2003    | 2004    | 2005    | 2006    | 2007    | 2008    |
| ↗28 600 | ↗28 800 | ↗32 527 | ↘32 500 | ↘32 400 | ↘31 917 | ↘31 638 | ↘31 602 | ↘31 600 |
| 2009    | 2010    | 2011    | 2012    | 2013    | 2014    | 2015    | 2016    | 2017    |
| ↗31 879 | ↗32 601 | ↗32 623 | ↗32 853 | ↗33 153 | ↗33 267 | ↘33 102 | ↗33 141 | ↘32 954 |
| 2018    | 2019    | 2020    | 2021    |         |         |         |         |         |
| ↘32 703 | ↘32 345 | ↘32 014 | ↗33 990 |         |         |         |         |         |

На 1 января 2025 года по численности населения город находился на 460-м месте из 1124 городов Российской Федерации.
Национальный состав:
- татары — 40,7 %, русские — 37,5 %, чуваши — 19,9 % (1989)
- татары — 58,8 %, русские — 20,7 %, чуваши — 19,0 % (2002)
- татары — 59,1 %, русские — 24,0 %, чуваши — 15,3 % (2010)

## Символика

### Флаг
Флаг Нурлатского муниципального района представляет собой прямоугольное полотнище с отношением ширины к длине 2:3, разделённое по горизонтали на две равновеликие полосы: зелёную и красную, несущее посередине полотнища фигуры герба района: жёлтое солнце, на его фоне — скачущий белый конь и под ним две жёлтые головки колосьев, сложенными стеблями накрест.

### Герб
В пересечённом зеленью и червленью (красным) поле — золотое сияющее солнце (без изображения лица), диск которого окаймлён вверху зеленью, а внизу червленью, и поверх всего — скачущий серебряный конь, в оконечности две золотые головки колосьев, сложенными стеблями накрест.

## Микрорайоны
| - Западный(Афганский) - Курмыш - Яшлек (Гондурас) - 50 лет Победы - Железнодорожников - Восточный - Нефтяник - Сахароваров - Сахароваров-2 | - Северо-Восточный - Северо-Западный - Северный - Центральный - Юго-Западный - ЦРБ - Ж/д поликлиника - Водоканал |

## Культура
- Дворец Культуры — открыт после реконструкции в 2002 году. Имеется зал с 500 посадочных мест.
- Региональный музей истории Закамья и г. Нурлат — открыт в июне 2002 года. Ранее именовался как историко-краеведческий музей Нурлатского района. С декабря 2003 приобрёл статус Регионального музея истории Закамья и города Нурлат. Музей занимает второй и часть третьего этажа Городского Дворца культуры.

Библиотеки
- Городской филиал № 1 — начал свою работу в 1993 году, когда НГДУ «Нурлатнефть» выделило двухкомнатную квартиру для библиотечной системы. В зону обслуживания входят учащиеся школы № 4 и жители микрорайона Яшьлек. Общая площадь — 46,7 м².
- Городской филиал № 2 — в 1980 году было построено двухэтажное здание, где было предусмотрено помещение для библиотеки, общей площадью в 56 м². В 2008 году сельская библиотека была переименована в городской филиал № 2
- Межпоселенческая центральная библиотека — в архиве не сохранилось ни одного документа о создании Центральной библиотеки. Официальной датой её образования считается 4 сентября 1934 года.
- Центральная детская библиотека — в 1947 году организован детский сектор. В 1957 году преобразован в самостоятельную детскую библиотеку.

## Экономика
Промышленность района представлена нефтяной отраслью (Лукойл, Татнефть и малые нефтяные компании), пищевой и строительной промышленностью.

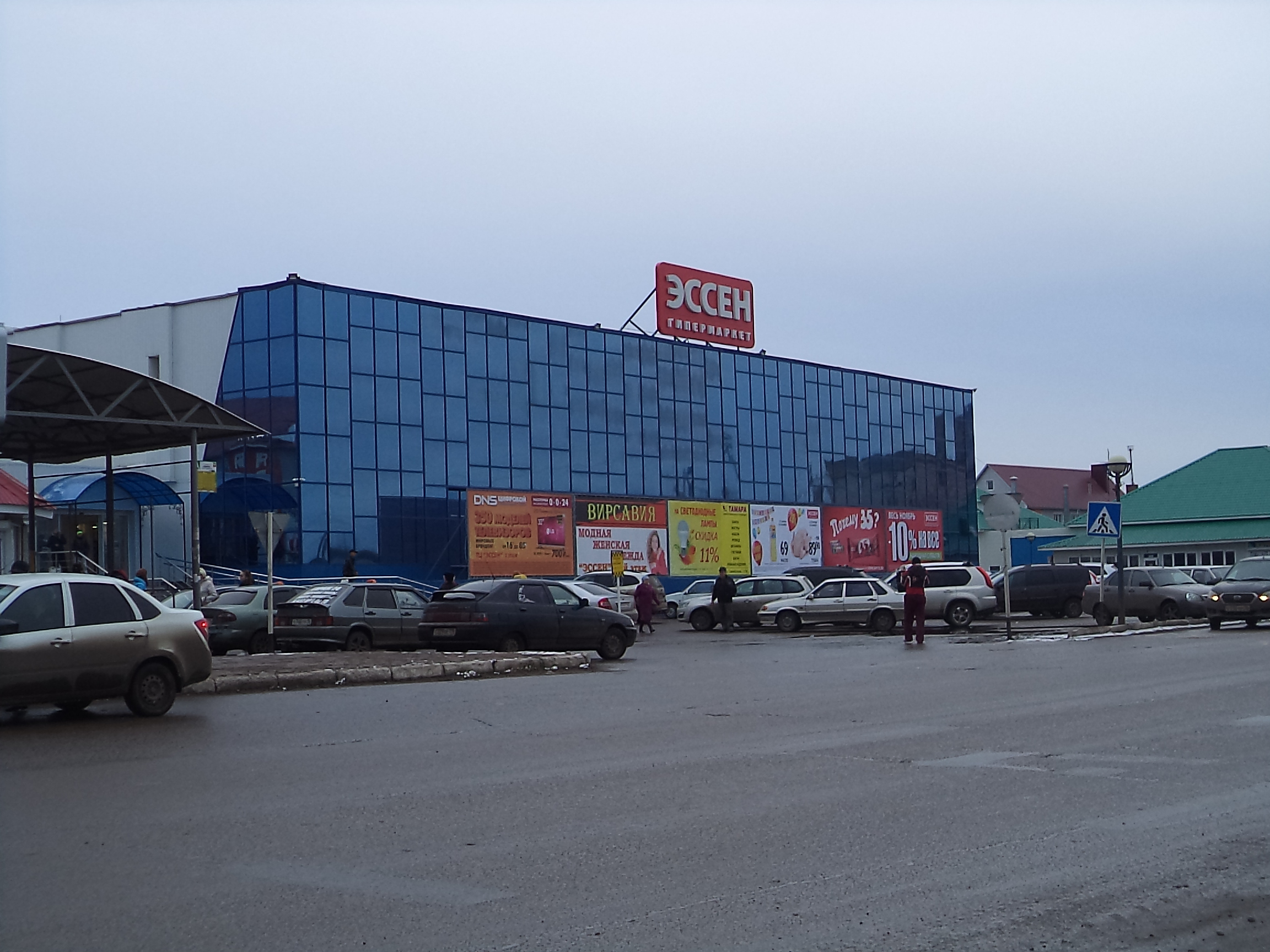
гипермаркет «Эссен»

31 июля 2015 года состоялась презентация нового кирпичного завода фирмы Keller, который планировали построить с помощью турецких инвесторов из города-побратима Джейхан. По планам, завод должен был выпускать до 60 млн кирпичей в год

### Торговля
В городе представлены торговые сети:«Магнит», «Пятёрочка».

## Транспорт

### Железнодорожный транспорт
В городе находится станция Нурлат на ж.-д. линии Москва — Ульяновск — Уфа.

### Автодороги
Через город проходит дорога Елховка — Нурлат — Кузайкино (выходит на западе на автодорогу Ульяновск — Самара, на востоке — на автодорогу Р239 «Казань — Оренбург»), с севера в город заходит дорога Чистополь — Аксубаево — Нурлат, с юга заходит дорога Нурлат — Челно-Вершины.

#### Улично-дорожная сеть
В городе Нурлат с 1975 года существует государственное унитарное автопредприятие «Октябрьское АТП». В 1999 году автопредприятие было переименовано в «Нурлатское АТП». Предприятие управляет развитой сетью пассажирских автоперевозок по Нурлатскому району и межгороду. Открыты прямые рейсы в Казань, Самару, Тольятти, Ульяновск, Димитровград, Альметьевск, Набережные Челны. По городу действуют 3 автобусных маршрута. Стоимость проезда составляет 15 рублей (2015).

### Воздушное сообщение
В 1996 году был сдан в эксплуатацию городской аэропорт. Жители Нурлата получили возможность добраться до Казани всего за час. Огромная работа проделана во время строительства взлетной полосы длиной 1154 м и шириной 54 м, тогда же решили и другую проблему: в здании аэропорта устроили ложи, выходящие на прекрасный современный ипподром, бывший некогда полем, где издавна отмечали сабантуй со скачками.
Последние регулярные рейсы в Казань выполнялись ещё до окончания строительства моста через Каму (на автодороге Р239), полёты проводились в зимний период — когда не действовала паромная переправа через Каму. После открытия движения по мосту необходимость в авиасообщении с Казанью отпала. В настоящий момент аэропорт не функционирует уже значительное время.

## Наука и образование
В системе образования Нурлатского муниципального района функционируют 41 средняя, 1 гимназия, 3 основных, 15 начальных общеобразовательных школ с охватом 7959 учащихся, специальная (коррекционная) общеобразовательная школа-интернат 8-го вида с охватом 156 учащихся, профлицей-99, 1 учреждение дополнительного образования детско-юношеский центр, 31 дошкольное образовательное учреждение с охватом 2525 детей.
В районе действуют представительство Альметевского нефтяного института, филиалы Казанской государственной сельскохозяйственной академии, Московского государственного университета экономики, статистики и информатики, представительство от академии управления ТИСБИ, подготовительной колледж от Казанского технологического университета.
| - Центральная библиотека - Детская библиотека - Информационно-методический центр - Отдел образования Нурлатского района и г. Нурлат - Нурлатский аграрный техникум - Региональный институт открытого образования - Учебный центр «Энергетик» - Нурлатская гимназия им. М. Е. Сергеева | - Коррекционная общеобразовательная школа-интернат - Школа № 1 - Школа № 2 - Школа № 3 - Школа № 4 - Школа № 8 - Школа № 9 - ДЮСШ им. Г. С. Хусаинова - Детская школа искусств |

В 2014 г. А. Н. Головенькина, учитель биологии Нурлатской школы № 1, стала победителем конкурса Учитель года России.
В 2019 г. Д. И. Еремеев, выпускник Нурлатской школы № 3 стал призёром заключительного этапа всероссийской олимпиады школьников по экологии.
В городе действует гимназия, являющейся базовой площадкой по техническим кружкам: судомоделирование, робототехника, ветровая энергетика, начальная радиотехника.

## Религия

### Ислам
В городе действуют мухтасибат и несколько мечетей, в том числе:
- Нурлатская соборная мечеть (ранее мечеть № 110) в посёлке железнодорожников на пересечении улиц Комсомольская и Суворова, действует с 1988 года в новом здании
- мечеть «Миннегель» в микрорайоне Северный на улице Габдуллы Кариева, действует с 2016 года
- мечеть «Тынычлык» на улице Советская
- мечеть «Минсалих» на улице Лесная
- мечеть «Захит» на улице 60 лет Октября
- мечеть на улице Марселя Салимжанова
- мечеть на улице Мирная
- мечеть на улице Газовая
- мечеть на улице Верхне-Нурлатская
- мечеть на улице Циолковского
- мечеть на улице Волжская

### Православие

#### Храм Пророка Илии

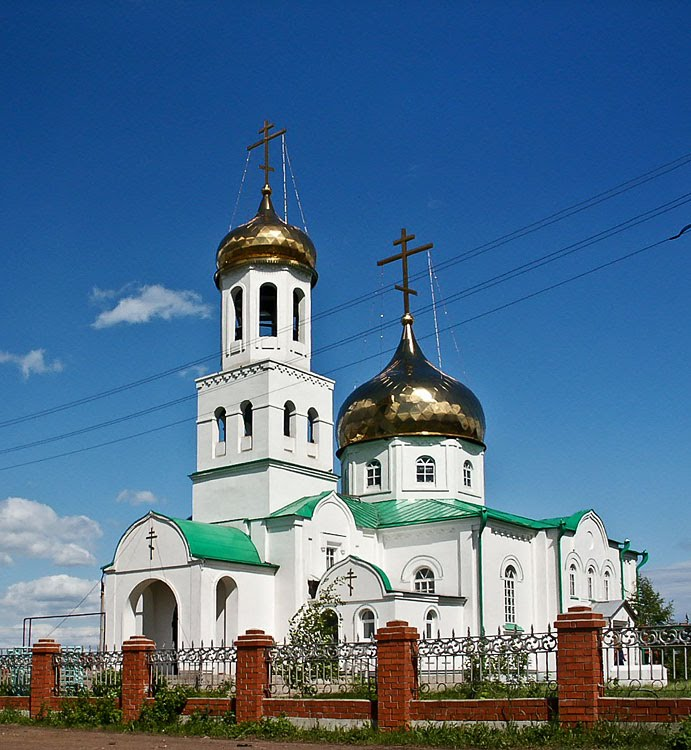
Храм Пророка Илии

В 1990 году прихожане молельного дома преподобного Серафима Саровского приняли решение о строительстве нового храма. В 1992 году под него было выделено место и заложен первый камень. Вскоре строительство было приостановлено из-за отсутствия финансирования. Строительство возобновилось в 1995 году и завершилось в 1997.
В 2002 году начала работать воскресная школа, стали совершаться паломнические поездки. Для воспитанников из неблагополучных семей были организованы летние православные лагеря.

#### Молельный дом преподобного Серафима Саровского
Здание было построено в 1910 году и первоначально использовалось в качестве образовательной школы для детей. В годы Великой Отечественной войны использовалось как госпиталь. В 1993 году здание переделано под молельный дом, который был освящен в честь преподобного Серафима Саровского. Начало вечернего богослужения в 15-00, утреннего — в 7-00.
Настоятель — протоиерей Ростислав Икрамов.

## Правоохранительная деятельность

### Прокуратура
Ранее именованная прокуратура Октябрьского района в 1997 году стала называться Нурлатской городской прокуратурой. Случилось это благодаря приданию Нурлату статуса города республиканского подчинения.
Первым прокурором был А.П Евграфов, который спустя 4 года был назначен на должность прокурора в город Чистополь.
В настоящее время прокурором города является Р.Т Гарифуллин.

## Спорт
В ближайших планах, опубликованных на сайте Татинвестгражданпроекта, предусмотрено строительство спортивного центра с универсальным залом на 2000 посадочных мест, нескольких спортивных комплексов, футбольных полей с искусственным покрытием в городе и районе, а также строительство стадиона, вместимостью 2000 человек, в Северо-Восточном микрорайоне.

### Волейбол
В городе проводятся соревнования по волейболу. Первенство проводится в два круга. Организаторами являются группа энтузиастов, любителей этой игры, при поддержке отдела молодёжи и спорта при администрации. Победителями являются из года в год, сборная команда НГДУ «Нурлатнефть». Активными участниками являются команды НУБР, Витязь, АТП, НУАД, ДЮСШ,ТПП «ТатРИТЭКнеФть», Техникум, УТТ, села Тюрнясево и др.

### Хоккей
Ледовый Дворец «Ледок» вместимостью 1067 мест.
Крупнейшими командами города являются: «Буровик», «Ледок», «Искра». ХК «Ледок» участвует в чемпионате республики. Так же, как и в футболе, проводится первенство среди школ города.

### Футбол
В настоящее время футбольный клуб «Факел» выступает во второй лиге Первенства Татарстана и является трехкратным чемпионом. Основан клуб в 1986 году. В 1989 включен во вторую группу Первенства Татарстана. В том же сезоне команда стала чемпионом. В 1991 году по инициативе 1 секретаря РК КПСС Халиля Мурадымова, «Факел» принимает участие в Первенстве РСФСР, в одной из центральных зон, также участвует в Первенстве ТАССР по 1 группе.
В городе имеются 6 футбольных полей с искусственным покрытием. Стадион «Факела» расположен на территории парка «Спортивный» . В чемпионате Нурлатского района принимают участие команды АТП, Спартак (Сахарный), Легион, Нижний Нурлат , Интер (Иглайкино) , Тулпар . Чемпионат проходит в два круга.

### Автоспорт
На городском ипподроме проводились этапы зимнего чемпионата России по трековым гонкам и гонки на призы главы администрации Нурлатского района, в которых принимали участие многократные победители Ралли Дакар: Владимир Чагин и Фирдаус Кабиров, а также Рустем Минниханов и другие. Уроженцем города Нурлат является Тимур Тимерзянов — заслуженный мастер спорта по автомобильным гонкам, 3-кратный чемпион Европы по ралли-кроссу, чемпион России и обладатель кубка страны по зимним трековым гонкам, 4-кратный чемпион Татарстана по зимним трековым гонкам.

### Настольный теннис
В Нурлате проходило V юношеское первенство Восточно-европейской лиги.

### Плавание
На средства НГДУ «Нурлатнефть» сооружён хорошо оборудованный спорткомплекс с плавательным бассейном. Также в городе имеется детско-юношеская спортивная школа (ДЮСШ) с плавательным бассейном, длина дорожки 25 метров.

## Города-побратимы
| Страна, регион | Город-побратим | Год установления связи |
| -------------- | -------------- | ---------------------- |
| Турция         | Джейхан        | с 2012 года            |
| Молдова        | Чадыр-Лунга    | с 2016 года            |